# بابلو تيليكي
بابلو تيليكي (بالمجرية: Teleki Pál)‏ هو الكونت بابلو تيليكي دي زيك (بالمجرية: :Teleki Pál). وُلد في بودابست في 1 نوفمبر 1879، وتوفي في إيبيم 3 أبريل 1941. كان سياسياَ هنغاريّاً، وتولى رئاسة الوزراء مرتين (1920-1921 و1939-1941). عُرف بخبرته في مجال الجغرفيا. وهو عضوٌ في الأكاديمية الهنغارية للعلوم ورئيساً لرابطة الكشافة الهنغارية.
وُلد عام 1879 لعائلة أرستقراطية ترانسيلفانيا. تحول تيليكي إلى جغرافيّ متمركز وشرقيّ. وساهم أصله الذي يعود إلى مقاطعة بودابست وعائلته وتعليمه المتميزين في ميوله إلى التحفظ الشديد إضافةَ إلى إيمانه الكاثوليكيّ المتأصل.
احتل وضعه كسياسي مركزاَ مرموقاً في فترة ما بعد الحرب العالمية الأولى متفقاً مع النظام المحافظ للرئيس ميكلوش هورتي.
كما وتولى رئاسة الوزراء مرتين؛ الأولى بين عامي 1920 و1921، والثانية بين 1939 و1941. خلال فترته الرئاسية الأولى كان عليه أن يواجه عواقب الحرب العالمية الأولى، ومعاهدة تريانون المجرية، ونظام الجمهورية المجرية السوفييتية الإقطاعية والمعارضة للثورة.
كما وطور هنغاريا المسيحية؛ المحافظة؛ والمعادية للإقطاعية. وأظهر موقفاً ثابتاً مدافعاً به عن التصحيحات المتعلقة بالحدود والمنافذ الهنغارية. كرّس وقته لدعم النظام ضد الثوريّ الذي حكم هنغاريا حتى عام 1944. ثمّ تميزه دولياً كجغرافيّ بارز دفعه للمشاركة في تثبيت الحدود الشمالية للعراق عام 1924، وبذلك فإنه يكون قد ضاعف النشاط نحو حركة الكشافة الشبابية.

## روابط خارجية
- بابلو تيليكي على موقع الموسوعة البريطانية (الإنجليزية)